# Оразалин, Камен
Камен Оразалин (каз. Кәмен Оразалин; 16 июня 1920, Абайский район, Казахская ССР — 2008) — казахский писатель, почетный гражданин Абайского района Восточно-Казахстанской области Казахстана.

## Биография
С первых дней Великой Отечественной войны участвовал в боях, награждён медалями и орденом Славы III степени. После ранения вернулся на родину и поступил в Семипалатинский педагогический институт. Окончив институт в 1947 году, поступил на работу в школу имени Абая в селе Караул, где проработал более тридцати лет.

## Творчество
Автор нескольких романов и повестей:
- «Жексен» (1950),
- «Ақжазық» («Белая равнина», 1959),
- «Көктем салқыны» («Весенняя прохлада», 1961).

Наиболее известен роман-трилогия К. Оразалина «Абайдан соң» («После Абая»), повествующий о личности М. О. Ауэзова, которому К. Оразалин помогал собирать материалы для романа «Путь Абая». Камен Оразалин — автор очерков и рассказов.